# ノアイユ子爵夫妻邸
ノアイユ子爵夫妻邸、あるいはより簡明にヴィラ・ノアイユ（La villa Noailles）は、フランス共和国ヴァール県イエールにある「歴史的記念物」に指定されている建築物である。イエール市街を見下ろす丘の上にあり、中世に建てられた古い城シャトー・サン＝ベルナールが近くにある。建築家ロベール・マレ＝ステヴァンスの設計による本邸宅は、「居住機能を追求する」、「装飾的要素を切り詰める」といったモダニズム建築の理論を具現化した建築としては最初期のものである。邸宅の南東端にある三角形のエリアに設けられたガブリエル・ゲヴレキアン設計の庭は「立体派の庭」と呼ばれ、造園芸術の歴史上重要な作品となった。本邸宅の建築主、最初の所有者は、パリの知識人層に影響力も持つ裕福な貴族であり、近現代芸術の名だたる作家の多くと交友があり、良きメセナであったノアイユ夫妻であったが、1973年に行政に売り渡され、改修を経て1996年からは美術館として機能している。

## 建設の背景
ヴィラ・ノアイユを建てた施主のノアイユ夫妻は、1923年に結婚した若い新婚カップルであった。夫のノアイユ子爵シャルルは1891年生まれ、フランスの名門ノアイユ家出身の貴族である。第一次世界大戦の後、1923年にベルギーの富裕な銀行家の娘、マリ＝ロール・ビショフスハイムと結婚した。シャルルは教養人であった上に、貴族には珍しく1920年代の前衛芸術に高い価値を認めていた。夫人のマリ＝ロールも読書好きで、夫に劣らず同時代の芸術運動に深く関わることを好んだ。キューバとアメリカ合衆国を船で回る新婚旅行からパリの自宅に戻ったノアイユ夫妻は、マリ＝ロールの父から譲られた自宅の改装を終えると、地中海に面した南仏イエールに別荘を建てるため、建築家を探し始めた。
夫妻はまず、ドイツ旅行中にベルリンの若き建築家ミース・ファン・デル・ローエに設計を依頼したが断られた。断られた理由については、ミースが忙しすぎたからとされるが、ヴィラ・ノアイユの研究書は、先の大戦の終結から5年しか経っていない当時、ドイツ人のミースが南仏で数年がかりのプロジェクトを実行することには極めて困難な事情があったものと推測している。同研究書は、そもそもノアイユ夫妻がヴィラを建てた動機として、「1914年から1918年まで続いた殺戮の後、メセナの貴族的伝統の要請するところにより、芸術の秩序回復を望んだことがあったであろう」と推測している。
ノアイユ夫妻は次に、パリでようやく名前が知られてきたころの新進気鋭の建築家、ル・コルビュジエに会ってみたが、彼の尊大な性格に夫妻の気性が合わず、依頼することをやめた。このような経緯を経て、ノアイユ子爵夫妻邸の設計は1923年にロベール・マレ＝ステヴァンスに依頼された。

## 基本設計
ノアイユ夫妻が設計依頼を試みた3人目の建築家、ロベール（ロブ）・マレ＝ステヴァンスは、当時、フランク・ロイド・ライトの建築を徹底的に研究したフランス人建築家の一人であった。ロブ・マレ＝ステヴァンスとの打合せにおいて、シャルル・ド・ノアイユは、「私は決して、建築、ただそれだけのためにこの家を建てるつもりはありません。私は、実用性という観点のみから、すべてのものが使い易いように組み合わされている、あくまでも実用的で単純な家を望んでいます。」という要望を伝えている。
マレ＝ステヴァンスにとって本邸宅の設計は、はじめての大きなプロジェクトであった。彼は本邸宅の設計を始めるにあたって、ネーデルラントの芸術集団「デ・ステイル」とドイツの「バウハウス」の理論を研究し、ウィーンの建築家ヨーゼフ・ホフマンの建築をモデルにした。設計は1923年中に始まり、建設施工は1924年から1925年まで行われた。ただし、住宅としての機能に関するブロックや家事の用に供する部分の大半は、基本的に地元の建築家、レオン・ダヴィド（Léon David）に任された。ダヴィドは工事の際の設計監督者としてマレ＝ステヴァンスの構想を引き継いだ。ヴィラ・ノアイユは1925年に一通り完成し、夫妻は同年から住み始めた。

## 増築部分
本邸宅は1933年まで順調に拡張を続け、広さにして2,000平方メートル、60部屋を数えるに至った。ここでいう部屋の中には、プライベートプールや、同じくプライベートスカッシュ場、体操場（体育館）をも含む。ガラスの大天井が上部に設けられたプライベートプールは、フランスにおける屋内プールとしては最初期のものの一つである。このガラスの大天井（ヴェリエール）は、梁と羽目板で新造形主義を具現化した斬新な作品であり、プールの他はアトリエにもある。

## 庭園

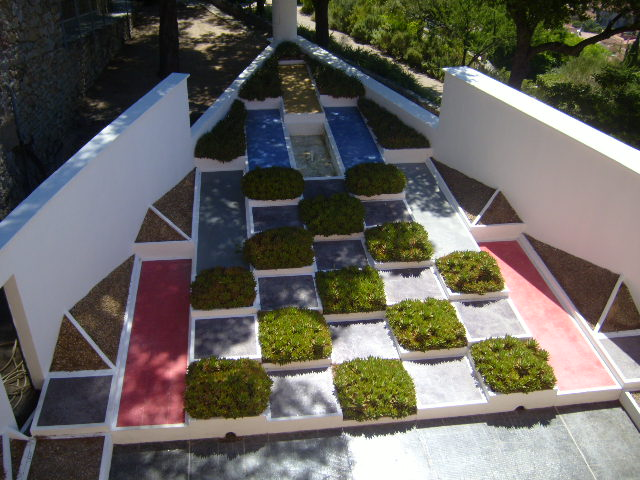
ガブリエル・ゲヴレキアンの「立体派の庭」

本邸宅は、イエールの町を一望できる古い城の丘の上にあって、大きな庭園もある。この庭園には地中海の植物がド・ノアイユ子爵自身の手によって植えられ、1925年にガブリエル・ゲヴレキアンが設計した「ジャルダン・キュビスト（立体派の庭）」を付け加えることで完成した。この「立体派の庭」は「三角形の庭」とも呼ばれ、完成当時はジャック・リプシッツの制作したブロンズ像が飾られていた。現在、このブロンズ像はエルサレムのイスラエル博物館に保管されている。

## 内装、調度品

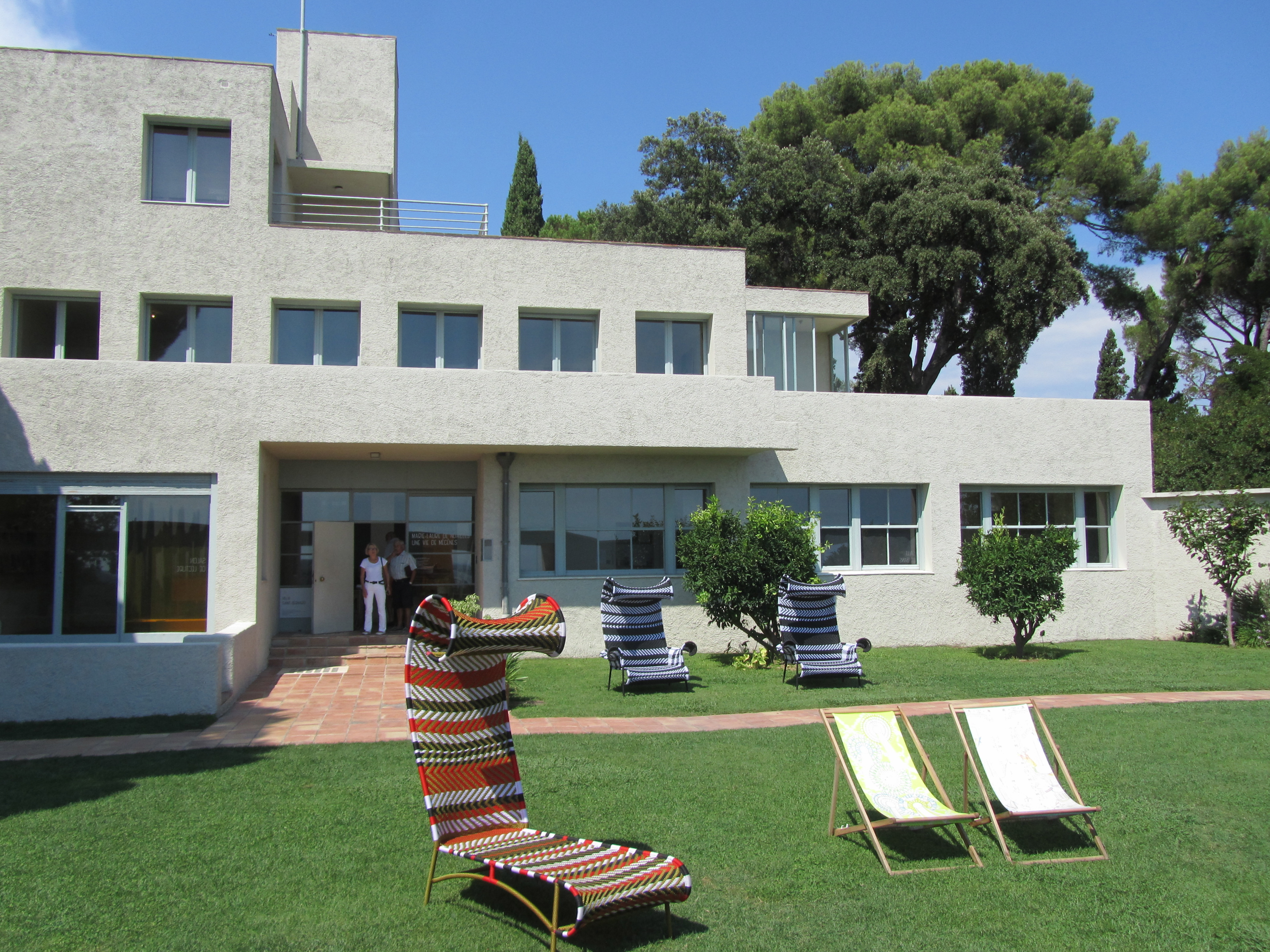

建築家との打ち合わせは、建築の際だけでなく内装の際にも、何年もかけて、当代の高名な芸術家たちや、作り付け家具の動向に詳しい専門家たちに呼びかけて行われた。作り付け家具に関しては、1924年の装飾芸術サロンでの知見を取り入れて変更が加えられることもあった。そうして、クロームメッキチューブに布を張ったチェア、革張りのアームチェア、金属天板にニスを上塗りした可動式のテーブル、関節可動式の金属アームを持つ照明ランプ、壁面収納式クローゼット、引き出し収納可能な金属製家具など、多くの芸術作品が特注により集められた。
したがって、本邸宅では、備え付けのプールで使うためにマレ＝ステヴァンスが自ら設計したチェア「トランザ」（1923年 - 1925年作、クロームメッキチューブに布張り）や、マルセル・ブロイアーのアームチェア「シェーズ・ワシリー」（テラスとアトリエで使用するために1925年に購入）といったモダンな家具を同時に目にすることができた。フランシス・ジュルダンが内装のデザインを行った各部屋には、金属を構成部品に用いたモダン家具の初期の傑作の数々が置かれ、鉄棒に吊り下げられた揺動可能なベッドとともに、ピエール・シャローのデザインした壁時計が飾られた。1928年には鉄とガラスによる可動壁が収納可能になる小部屋が、海を見霽かすテラスの上の屋外に設けられた。デザインはジャン・プルヴェ。子爵の部屋にもシャローが新しくデザインした家具が置かれた。シャローは小サロンのために長椅子もデザインした。小サロンは同じく1928年にマダム・クロッツ（Mme Klotz）のゲリドン（小さな丸テーブル）とスツール、ルネ・プルーがデザインしたシュミネ（タバコの排気ダクト）、ラウル・デュフィがデザインした壁紙で飾られた。夫人の部屋はジョ＝ブルジョワのデザインした照明、アイリーン・グレイのデザインしたサイドテーブルと絨毯、ドミニクのソファー椅子、フランシス・ジュルダンのチェアが入り、完成した。シャルロット・ペリアンの折畳式の遊戯テーブル、ソニア・ドロネーの「ティシュー・シミュルタネ」、ジャン・ペルゼルの照明家具も導入された。ジョ＝ブルジョワはまた、1925年に食堂の内装デザインを行い、1926年には4つの部屋の作り付け家具とアーチ型天井の部屋のカラフルなバーカウンターのデザインを行った。その他に、ピエール・ルグランも一部屋の内装を受け持った。
ジーボルト・ファン・ラヴェステインや、テオ・ファン・ドゥースブルフらもまた集められた。ラヴェステインは1925年から1926年にかけて木製部材と金属部材を用い、異なる色に塗り分けた家具を制作した。その家具は2階のカラフルな客間に合わせて制作された戸棚と引き出しである。ドゥースブルフは、家具類の組み合わせの構想を1924年に練り、1925年に実現させた。彼は、スミス商会製のインダストリアルデザインの、ひとそろいのアームチェア、ロネオによる布製の戸棚、クロディウス・リノシエが設計した5枚の鉄を結合させた玄関の扉、ルイ・バリィエがデザインしたアトリエと階段のステンドグラスを取り入れ、組み合わせの妙を演出した。彼はまた、アンリ・ロラン、コンスタンティン・ブランクーシ、アルベルト・ジャコメッティ、マルテル兄弟といった彫刻家の作品も各部屋に取り入れた。ジャンとジョエルのマルテル兄弟はホールの中心となる柱の根元にレリーフを彫り、ホールに飾る多面体鏡を制作した。ガブリエル・ゲヴレキアンにより制作された「立体派の庭」の一角に据え置かれる彫刻は、ジャック・リプシッツが制作した。その一方で、ヴェラ兄弟により2つ目の庭も設計された。また、モンドリアンの有名な「灰色と黒のコンポジション」（1925年）や、他にも、ジョルジュ・ブラックの作品を含む、モダニズム絵画も邸宅に飾られた。

## 完成後
戦間期の1920年代から1930年代を通して、ノアイユ夫妻は近代芸術の重要なパトロンであった。とりわけシュルレアリスム運動が受けた恩恵は特筆すべきものがある。例えば夫妻はマン・レイや、サルバドール・ダリ、ルイス・ブニュエルが映画を製作しようとした際に援助を行った。また、本邸宅で飾るための絵画や写真、彫刻作品の制作をバルチュス、ジャコメッティ、ブランクーシ、ミロ、コクトー、ピカソ、ドラ・マールらに依頼した。本邸宅は作品を制作するために集まった前衛芸術家たちの出会いの場にもなった。マン・レイは本邸宅で1928年にフィルムを回し、シュルレアリスム映画作品「骰子城の秘密」を制作した。同様に、ジャック・マニュエル監督の作品「力こぶと宝石」も本邸宅を舞台に撮影された。
本邸宅はその後、1940年にイタリア軍に接収され、病院に転用された。1947年から1970年までは、マリ＝ロールが夏の間の別荘として利用した。彼女が1970年に亡くなると、本邸宅は1973年に行政が購入した。1975年と1987年に合わせて2度、フランス国定歴史的建築物（モニュマン・イストリック）として登録された。長く放置され、劣化が進んでいたため、複数回に分けて段階を踏んで修復と改装が行われた。改装工事は本邸宅を視覚芸術と建築に関する美術館として作り替えることを目的とし、建築家のセシル・ブリオル、クロード・マロ、ジャック・レピケが主導した。美術館は1996年に開業し、造形、建築、デザイン、写真、服飾などのコンテンポラリー・アートを常設展とする。服飾と写真に関する国際芸術祭や、デザイン・パレードも定期的に行われている。